# محمد المزكلدي
محمد المزكلدي هو فنان مغربي من مواليد مدينة فاس سنة 1932، بدأ مساره الفني في الخمسينيات من القرن الماضي، ويعتبر من أبرز الأسماء التي أسست صرح الأغنية المغربية، وساهم في تأسيس وتطوير العديد من الأجواق، كما يعد أول فنان مغربي تذاع أغنيته من القاهرة.
توفي بالمستشفى العسكري في الرباط بتاريخ 30 يناير 2018، بعد معاناة مع المرض.

## مسيرته
يعد المزكلدي من رواد الموسيقى المغربية، درس بجامعة القرويين، وكان قد بدأ حياته الفنية في أجواق محلية ليلتحق بعد ذلك بالجوق الوطني.
في الخمسينات انتقل رفقة مجموعة من الفنانين المغاربة إلى القاهرة، حيث اكتسب تجربة مهمة بفضل لقاءه مع مجموعة من الفنانين العرب على غرار محمد عبد الوهاب، أم كلثوم، عبد الحليم حافظ، فريد الأطرش.